# Liberala ungdomsförbundet
De Liberale Jeugd van Zweden (Zweeds: Liberala ungdomsförbundet, LUF) is een Zweedse politieke jongerenorganisatie van de Liberalerna. De organisatie is opgericht in 1934. Het is lid van de European Liberal Youth (LYMEC) en de International Federation of Liberal Youth (IFLRY).